# 國道20號 (日本)

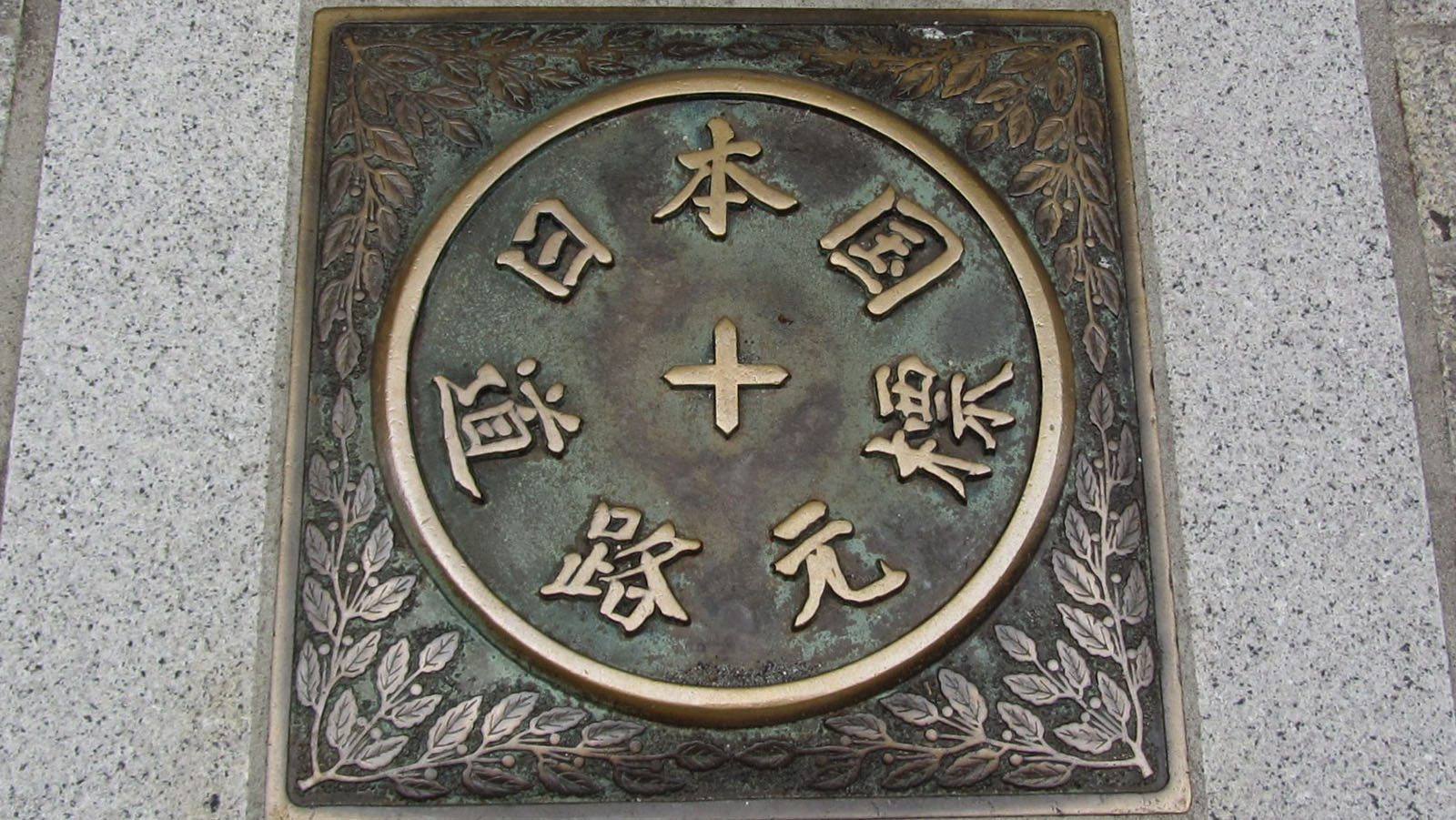
國道20號起點
日本橋中央的日本國道路元標

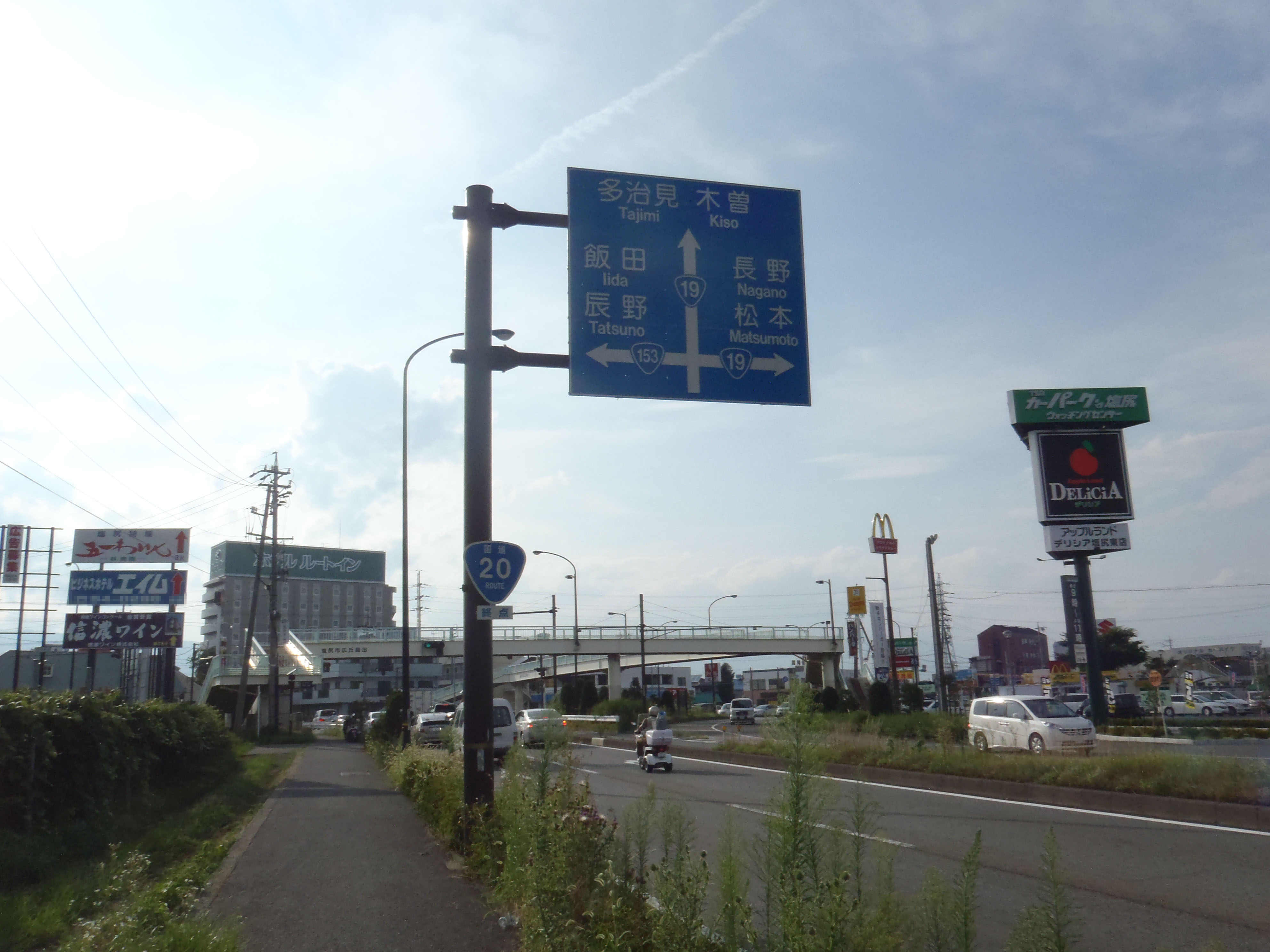
國道20號終點
長野縣鹽尻市高出交差點

國道20號（日语：／ Kokudō nijū-gō）是連結日本東京都中央區與長野縣鹽尻市的一般國道。

## 概要

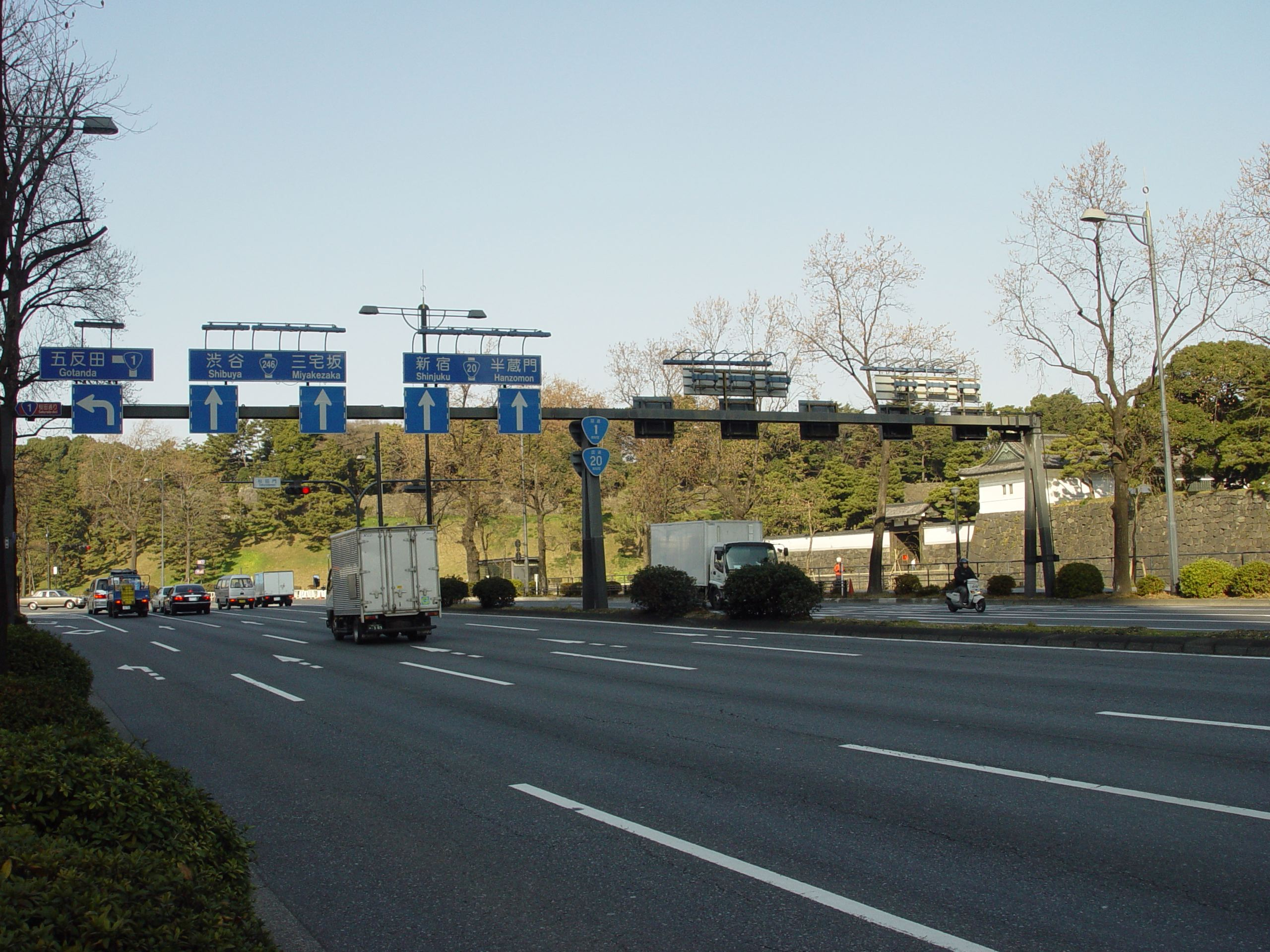
國道1號共線區間，櫻田門附近

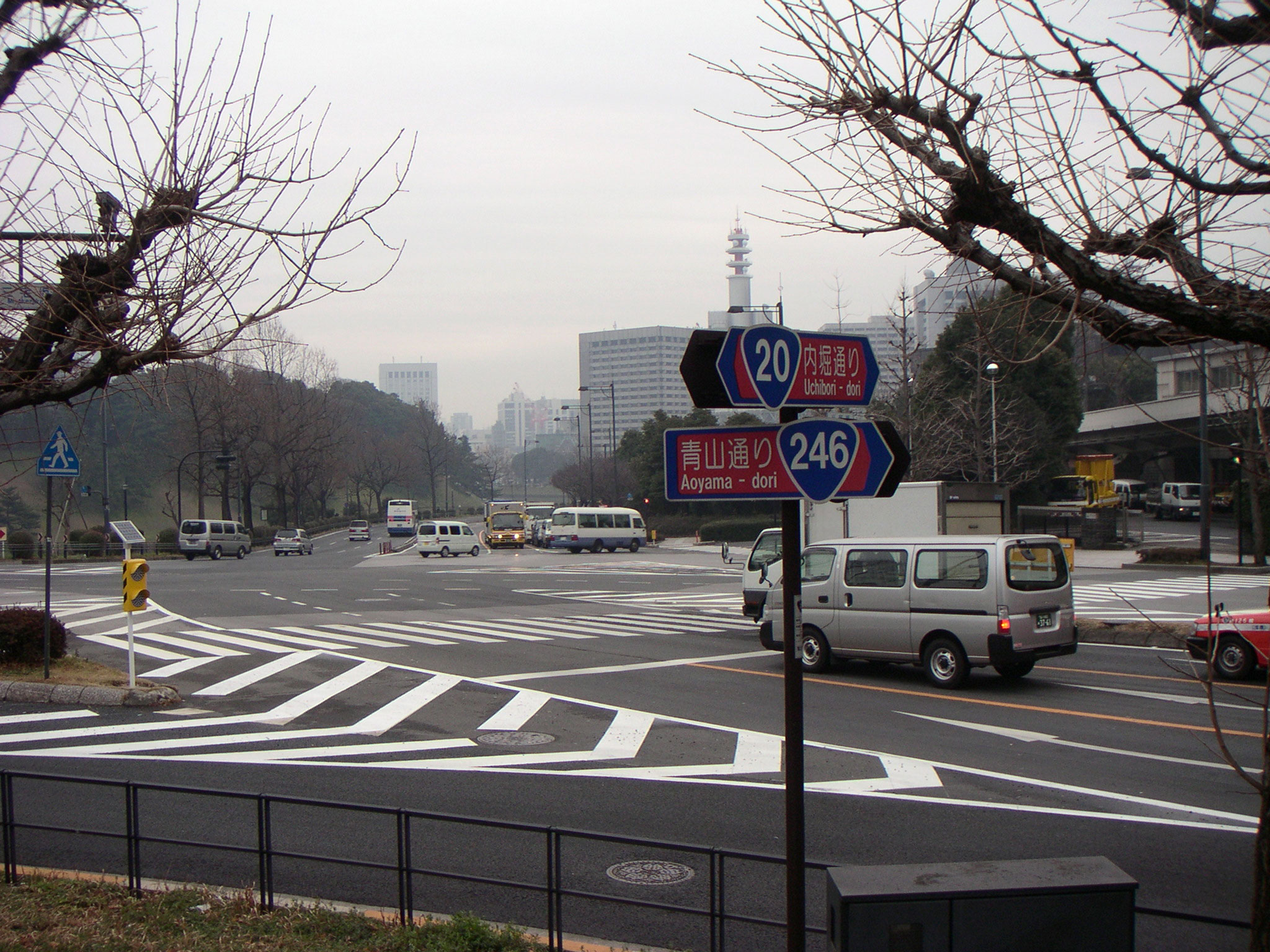
三宅坂交岔點，國道246號交匯點

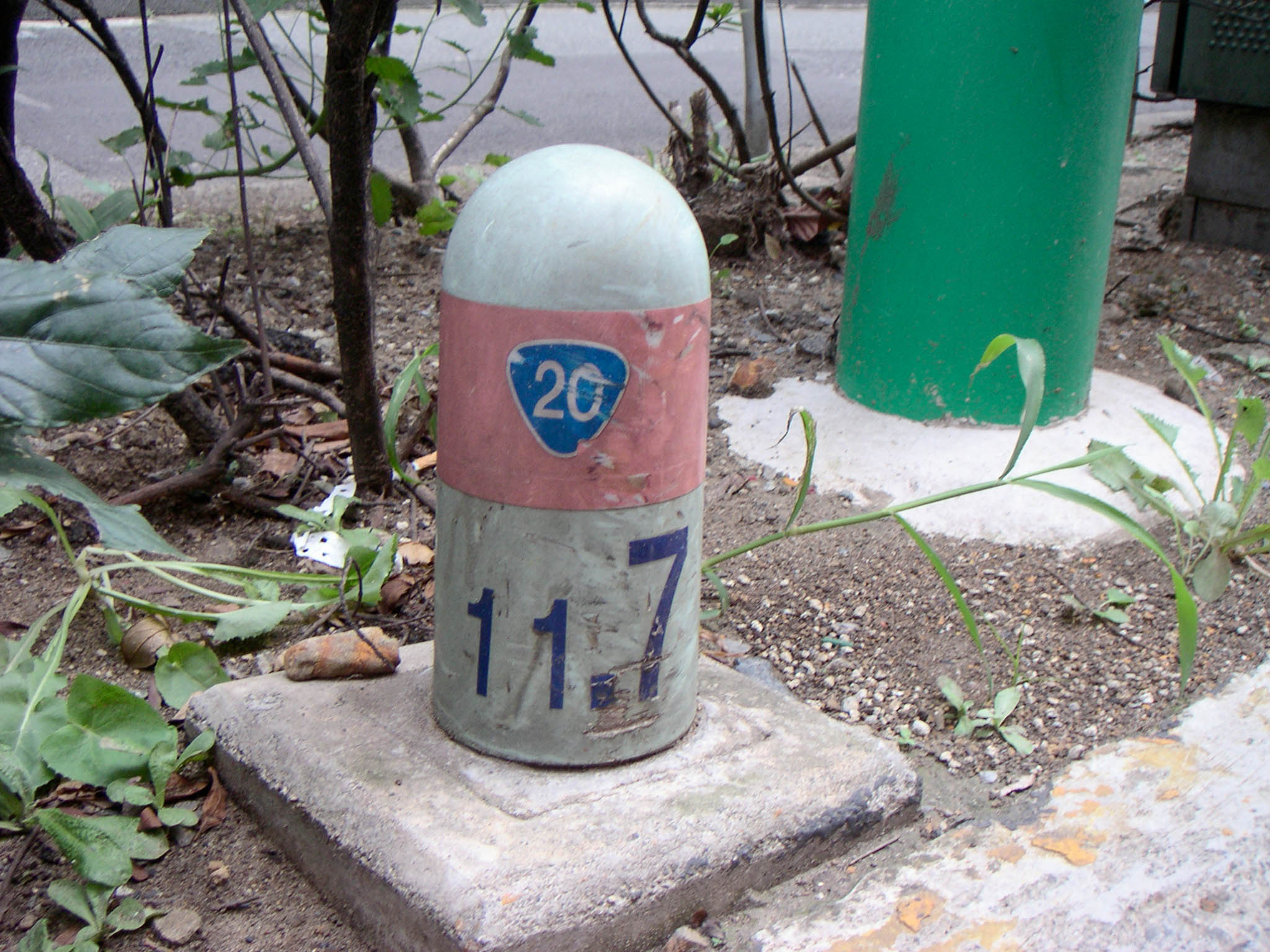
澀谷區笹塚交岔點的11.7km距離標

國道20號從起點－日本國道路元標所在的東京都中央區日本橋，至長野縣諏訪郡下諏訪町諏訪大社下社秋宮附近，相當於1602年江戶幕府整備的甲州街道，接著到終點為止則相當於中山道。全線大部分區間與中央自動車道及長野自動車道（長野縣岡谷市 - 塩尻市）並行。
實際長度是以國道1號交點的皇居前櫻田門交差點為起點，但法律上的起點為東京日本橋。
現在正在建設東京都日野市川邊堀之內（坂下交差點）至八王子市北野町（北野町交差點）的日野繞道延伸段及北野町交差點至首都圈中央連絡自動車道（圈央道）高尾山交流道的八王子南繞道。

## 路線資料
- 起點：東京都中央區（日本橋 = 國道1號、國道4號、國道6號 、國道14號、國道15號、國道17號起點）
- 終點：長野縣塩尻市（高出交岔點＝國道19號交匯點、國道153號終點）
- 主要經過地：東京都新宿區、八王子市、神奈川縣相模原市、山梨縣大月市、甲府市、韮崎市、長野縣諏訪市
- 總長度：230.4 km（東京都 59.8 km、相模原市 14.0 km、山梨県 101.8 km、長野県 54.8 km）[2][注釋 1]
- 共線長度：3.5 km（東京都 3.5 km）[2][注釋 1]
- 實際長度：227.0 km（東京都 56.3 km、相模原市 14.0 km、山梨縣 101.8 km、長野縣 54.8 km）[2][注釋 1]
  - 現道：216.8 km（東京都 53.8 km、相模原市 14.0 km、山梨縣 100.3 km、長野縣 48.6 km）[2][注釋 1]
  - 舊道：無[2][注釋 1]
  - 新道：10.2 km（東京都 2.6 km、山梨縣 1.5 km、相模原市 - km、長野縣 6.1 km）[2][注釋 1]
- 指定區間（日语：指定区間）：全線
- 本路線是東京、山梨兩都縣內最長的國道。

## 歷史
國道20號是繼承江戶時代甲州街道的路線。
1885年（明治18年）日本内務省告示第6號的「國道表」中，東京～甲府間為國道16號「東京至山梨縣路線」，下諏訪～鹽尻間為繼承中山道的國道7號「東京至神戶港路線」的一部份。
1920年（大正9年）依舊道路法實施路線認定，舊16號成為國道8號「東京市至山梨縣廳所在地路線」，舊7號成為國道14號「東京市至京都府廳所在地路線」。昭和4年，8號的經過地加入南都留郡河口村（現 富士河口湖町），大月～甲府間繞開笹子峠，原先通過笹子峠的路線成為現在的139號、137號。
1934年（昭和9年），國道8號被延長為「東京市至京都府廳所在地路線（甲）」，下諏訪部份與國道14號路線共線。
1952年12月4日，基於新道路法的路線指定，東京都中央區～長野縣東筑摩郡鹽尻町（現 塩尻市））為一級國道20號，大月 - 甲府間再次通過笹子峠，成為今日的路線。1965年4月1日，道路法改正時取消一級、二級之別，成為一般國道20號。

### 沿革
- 1958年：新笹子隧道開通
- 1964年：烏山繞道開通
- 1968年：韮崎繞道（日语：韮崎バイパス）開通
- 1971年：甲府繞道（日语：甲府バイパス）開通
- 1971年：新笹子隧道免費開放
- 1974年：甲府繞道4線道啟用
- 1977年：勝沼繞道（日语：勝沼バイパス）開通
- 1985年：雙葉繞道（日语：双葉バイパス）開通
- 1991年：鹽尻繞道（日语：塩尻バイパス）、新宿御苑隧道（日语：新宿御苑トンネル）開通
- 2007年3月24日：日野繞道（日语：日野バイパス）開通
- 2010年7月31日：八王子南繞道（日语：八王子南バイパス）部分（淺川隧道（日语：浅川トンネル）部分）開通
- 2011年6月26日：坂室繞道（日语：坂室バイパス）開通
- 2022年（令和4年）4月23日：大月繞道全線開通

### 舊道
2007年（平成19年）4月1日日野繞道全通以前，從國立交流道交差點直行至日野橋交差點左轉，經日野橋、中央本線日野站前至高倉町西交差點為止的道路（甲州街道）屬國道20號，2007年4月1日移交給東京都管理，成為東京都道256號八王子國立線（通稱甲州街道）。從此，本道不再通過立川市。另外，國立交流道入口交差點往日本橋方向，以及高倉町西交差點往鹽尻市方向的公路里程，是以經由舊國道計算。
過去國道20號是直接爬上中途的險處笹子峠，直至1958年（昭和33年）新笹子隧道開通為止。當時的新笹子隧道為收費道路，1971年（昭和46年）償還結束後改為免費通行。
諏訪地域茅野市至諏訪市以及下諏訪町至岡谷市的直線道路是在明治天皇全國巡幸時所建設。

## 路線狀況

### 東京都23區區間

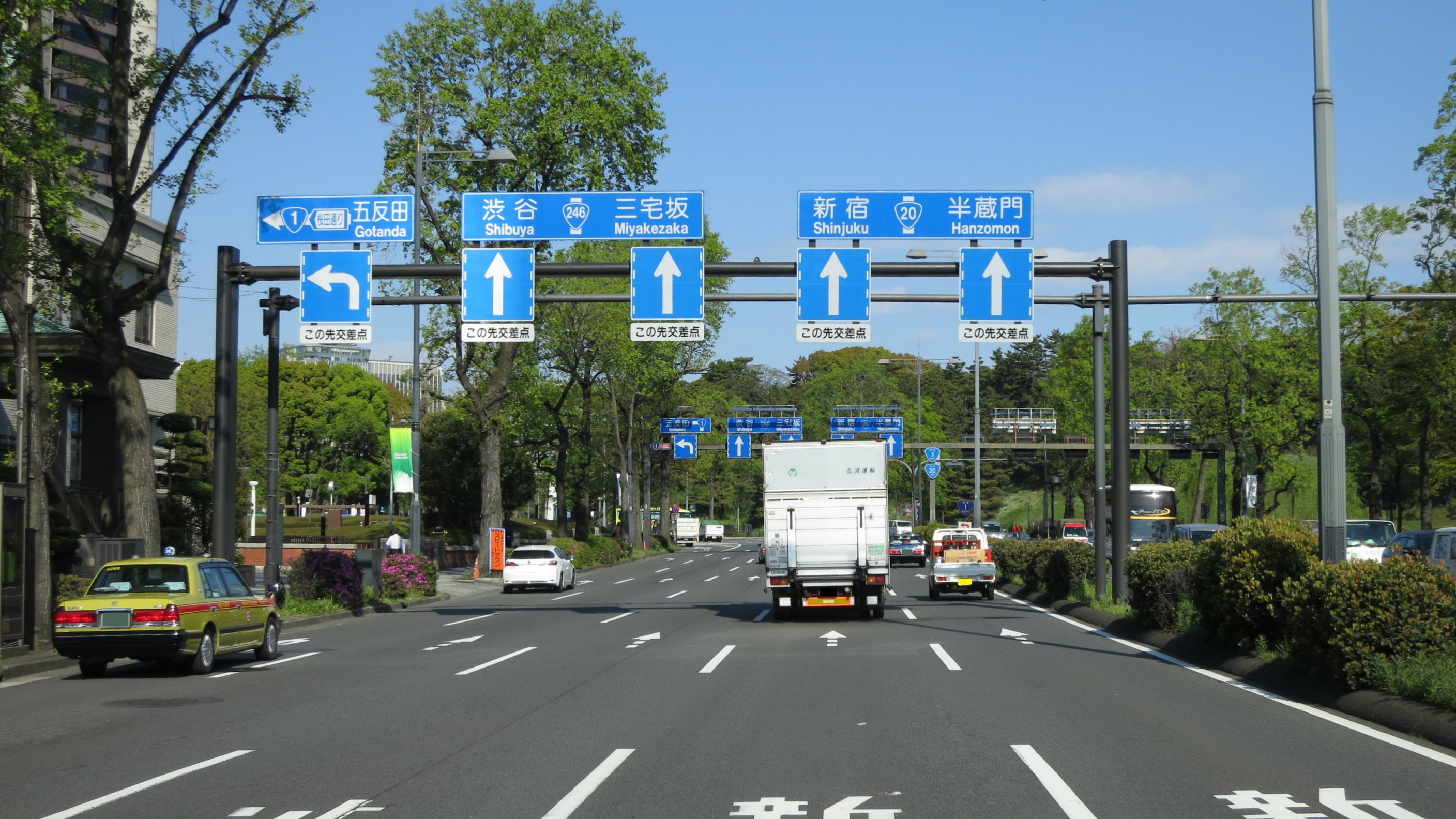
「內堀通」國道1號分岐點
東京都千代田區霞關1丁目
櫻田門交差點

從半藏門至新宿是雙向各3 - 4車道的寬廣道路，途中有1991年（平成3年）開通的新宿御苑隧道。明治通交會點（新宿四丁目交差點）是交通量大的平面交會處，白天易堵。東日本旅客鐵道（JR東日本）新宿站南口陸橋往西仍維持雙向各3車道以上。環七通交會點（大原交差點）至放射5號線的分岐點（上北澤站入口交差點），車流較為順暢。上北澤往西為雙向各2車道，交通不順。環八通交會點（上高井戶一交差點） - 烏山 - 京王電鐵京王線仙川站前在假日午後容易堵塞。

### 東京都多摩地域區間
國道20號在多摩地域的路旁種有許多銀杏。到高尾站前交差點為止，多屬寬15 - 20公尺的雙向各2車道構造。調布市 - 府中市區間多號誌，有並行的東八道路可做為繞道。國道20號在國立市的國立交流道入口交差點轉入日野繞道，之後在高倉町西交差點接回甲州街道。
國道20號的八王子市區段十分長，白天容易堵塞。此外，大和田橋南詰交差點有條繞道延伸至追分町，名為「北大通」，在八王子市內也稱「20號繞道」。道路從高尾站前往西縮減至雙向各1車道。込繩橋附近有高尾山交流道，該處的八王子南繞道可通往東京都道47號八王子町田線醫療中心入口交差點。

### 神奈川縣區間
該區間全線位於政令指定都市相模原市綠區內，仍為雙向各1車道。舊相模湖町與舊藤野町交界有條短隧道。中央自動車道相模湖交流道入口周邊在假日因進入中央自動車道的車流而有堵塞情形。

### 山梨縣郡內地域（上野原市 - 甲州市勝沼）區間
山梨、神奈川縣界至中央自動車道勝沼交流道維持雙向各1車道。大月市過去因市區與大月交流道的車流偶有堵塞，2002年4月23日開通大月繞道以疏解交通。
國中地域與郡內地域交界的「新笹子隧道」，及國中地域的「觀音隧道」開通已60年以上，設計老舊、隧道狹窄且有高度限制，不僅影響物流等大型車輛通行，對行人、自行車也不夠安全，因此目前正在進行改建工程。

### 山梨縣國中地域區間

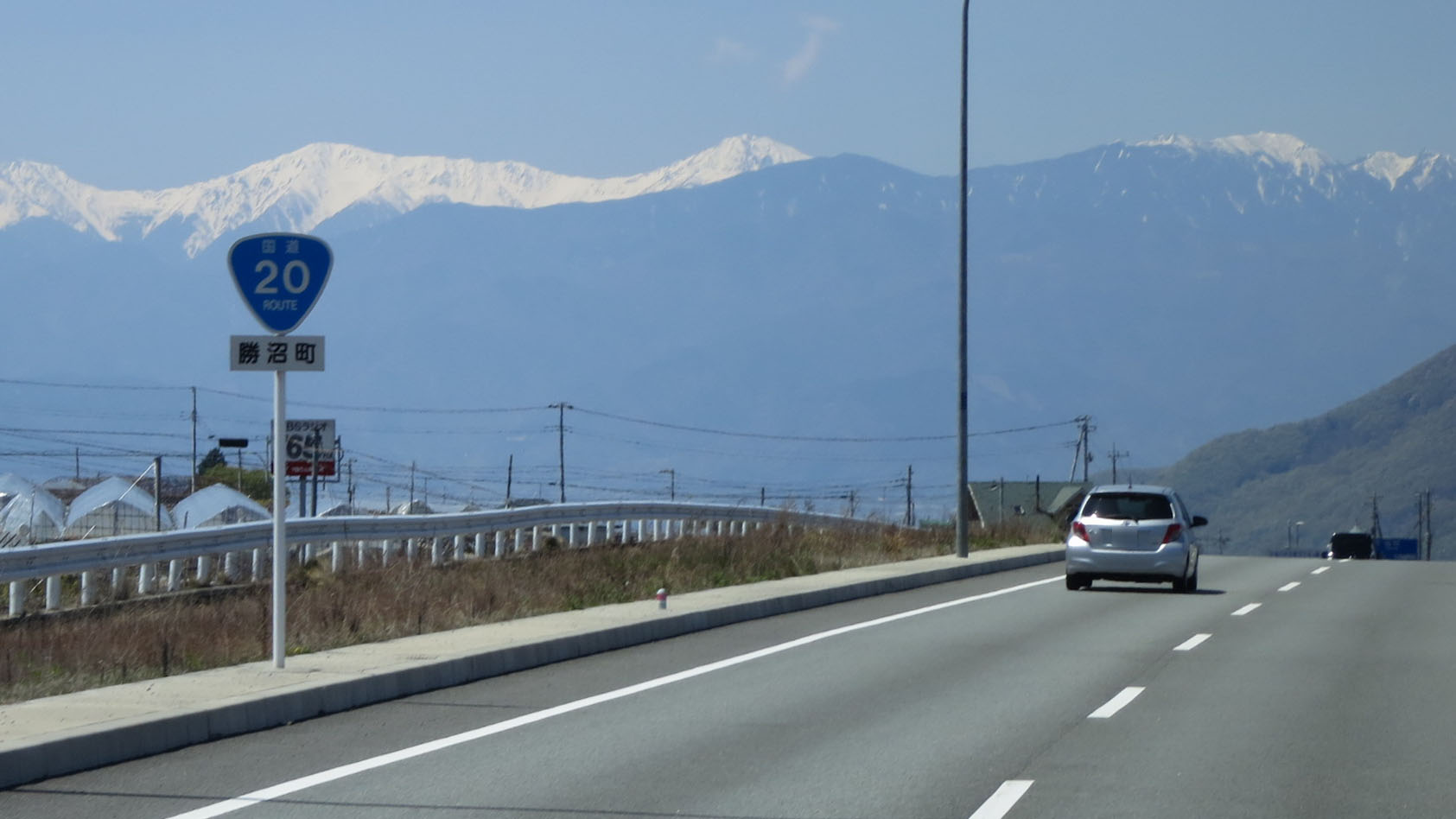
山梨縣甲州市勝沼町上岩崎
(2013年4月)

穿過新笹子隧道後，沿著日川蜿蜒進入甲府盆地。在勝沼交流道後分別進入勝沼繞道、甲府繞道、龍王繞道、雙葉繞道。從勝沼繞道至雙葉繞道的甲府盆地區間，在2014年龍王繞道與雙葉繞道完成拓寬後，全線皆為雙向各2車道。這些繞道是為了解緩穿越甲府市區的舊國道20號（現國道411號城東通與國道52號美術館通）堵塞情形，繞過市區而興建的路線，因此全線皆在甲府市中心南方，鄰近中央自動車道。雙葉繞道結束後恢復雙向各1車道，接著進入韮崎市的韮崎繞道。韮崎繞道結束於國道141號分岐點的一谷（ひとつや）交差點，接著繼續往北杜市及長野縣前進。

### 長野縣區間

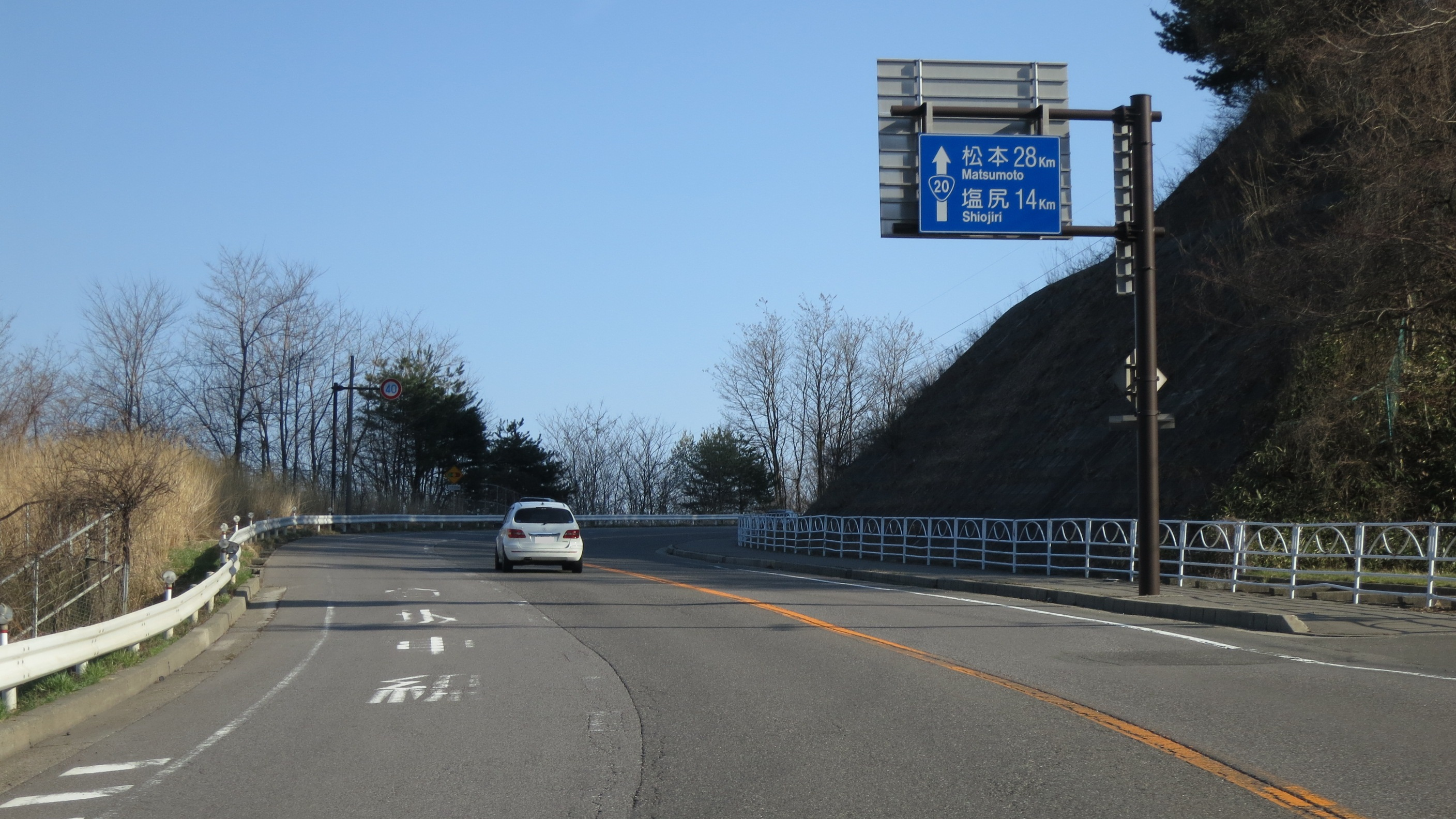
鹽尻峠
長野縣岡谷市今井

進入長野縣後，線形和緩，道路仍為雙向各1車道。過了下蔦木交差點，左手邊為道之驛信州蔦木宿。進入茅野市後車潮增加，尖峰時刻易堵塞，但在坂室峠下方打通隧道完成坂室繞道後已有舒緩。但是茅野交差點 - 中河原北交差點之間聚集了舊國道152號、繞道、現道的車流，加上號誌間隔短、又僅2車道，時常發生堵塞。另外，諏訪市上諏訪站周邊有兩座JR中央本線平交道，也有堵塞情形發生。
與中山道匯合後，下諏訪町 - 岡谷市市區是直線往鹽尻峠的緩上坡。諏訪 - 岡谷間已開通諏訪交流道前的諏訪繞道，以及國道142號新和田隧道收費道路交點至岡谷交流道附近的下諏訪岡谷繞道。
近年鹽尻峠路段改建後，道路可直通頂部。而2017年（平成29年）10月14日開通的繞道（鹽嶺大橋）則進一步改善線形。道路在鹽尻交流道拓寬為雙向各2車道，最後在終點高出交差點與國道19號、國道153號匯合。

### 繞道
- 烏山繞道（東京都）
- 日野繞道（日语：日野バイパス）（東京都）
- 八王子南繞道（日语：八王子南バイパス）（東京都）
- 大月繞道（日语：大月バイパス）（山梨縣）
- 勝沼繞道（日语：勝沼バイパス）（山梨縣）
- 甲府繞道（日语：甲府バイパス）（山梨縣）
- 竜王繞道（日语：竜王バイパス）（山梨縣）

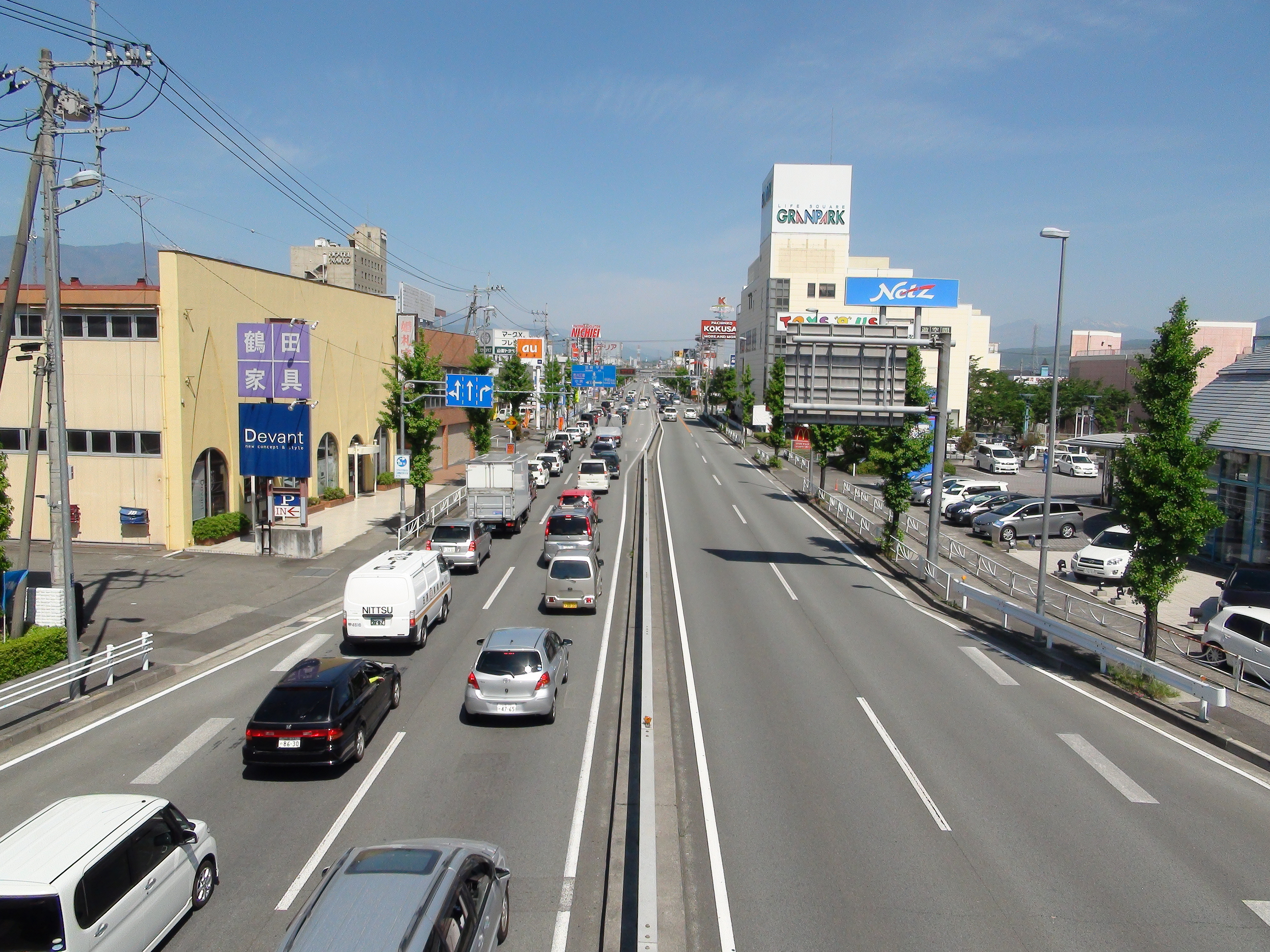
甲府繞道。甲府市國母向西側眺望。

- （新山梨環狀道路（北部區間）：計畫中）（山梨縣）
- 雙葉繞道（日语：双葉バイパス）（山梨縣）
- 韮崎繞道（日语：韮崎バイパス）（山梨縣）
- （蔦木繞道：計畫中）（長野縣）
- （金澤繞道：計畫中）（長野縣）
- 坂室繞道（日语：坂室坂室バイパス）（長野縣）
- 諏訪繞道（日语：諏訪バイパス）（長野縣）
- 下諏訪岡谷繞道（日语：下諏訪岡谷バイパス）（長野縣）
- 鹽尻繞道（日语：塩尻バイパス）（長野縣）

### 別名

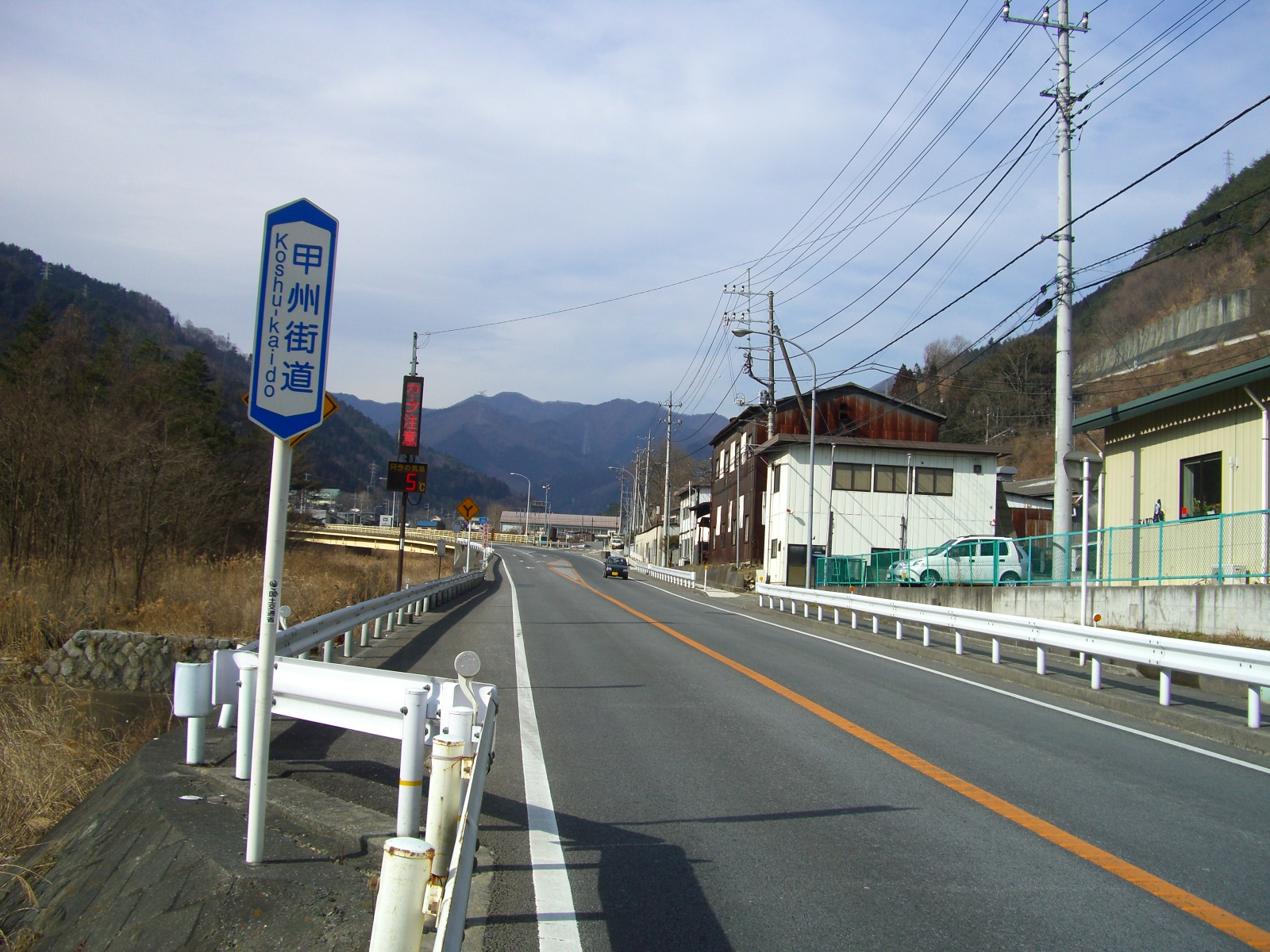
通稱名「甲州街道」。大月市笹子。

- 中央通 - 日本橋 - 日本橋站上（東京都通稱道路名設定公告整理編號6）[4]
- 永代通（日语：永代通り） - 日本橋站上 - 大手町交差點（東京都通稱道路名設定公告整理編號41）[4]
- 日比谷通 - 大手町交差點 - 日比谷站上（東京都通稱道路名設定公告整理編號29）[4]
- 晴海通 - 日比谷站上 - 祝田橋（日语：祝田橋）交差點（東京都通稱道路名設定公告整理編號30）[4]
- 內堀通 - 祝田橋交差點 - 半藏門交差點（東京都通稱道路名設定公告整理編號1）[4]
- 新宿通 - 半藏門交差點 - 四谷4丁目交差點（東京都通稱道路名設定公告整理編號14）[4]
  - 麴町大通（日语：麹町大通り） - 新宿通半藏門交差點 - 四谷見附交差點間的俗稱。
- 甲州街道 - 四谷4丁目交差點 - 國立交流道入口交差點、高倉町西交差點 - 神奈川縣界（東京都通稱道路名設定公告整理編號15）[5][6]、山梨縣內繞道除外所有路段（山梨縣道路愛稱名編號1）[7]。神奈川縣內（皆在相模原市綠區內）沒有通稱[8][9]。
- 信州往還
- 山梨浪漫街道

### 共線區間
- 國道15號：東京都中央區（日本橋 - 日本橋交差點）
- 國道1號：東京都中央區（日本橋） - 東京都千代田區（櫻田門交差點）
- 國道16號：東京都八王子市八日町（八日町交差點） - 東京都八王子市八幡町（八幡町交差點）
- 國道412號（日语：国道412号）：神奈川縣相模原市綠區（相模湖駅前交差點 - 相模湖交流道入口交差點）
- 國道139號（日语：国道139号）：山梨縣大月市駒橋（高月橋入口交差點） - 山梨縣大月市大月（大月橋東詰交差點）
- 國道140號：山梨縣甲府市向町（向町2交差點） - 山梨縣甲府市上阿原町（上阿原交差點）
- 國道52號：山梨縣甲斐市（龍王立體交差點） - 山梨縣甲斐市（雙田交差點）

### 道路設施

#### 橋梁、隧道
- 新宿御苑隧道（日语：新宿御苑トンネル）（東京都新宿區）
- 淺川隧道（東京都八王子市）※八王子南繞道
- 吉野橋（相模湖，神奈川縣相模原市綠區）
- 新猿橋（桂川，山梨縣大月市）
- 大月第一隧道（山梨縣大月市）※大月繞道
- 新笹子隧道（山梨縣大月市 - 甲州市）
- 石和橋（笛吹川，山梨縣笛吹市）
- 穴山橋（釜無川，韮崎市）
- 新国界橋（釜無川，山梨縣北杜市  - 長野縣諏訪郡富士見町）
- 坂室隧道（長野縣茅野市）※坂室繞道（日语：坂室坂室バイパス）

#### 道之驛
- 山梨縣
  - 甲斐大和（日语：道の駅甲斐大和）（甲州市）
  - 白州（日语：道の駅はくしゅう）（北杜市）
- 長野縣
  - 信州蔦木宿（日语：道の駅信州蔦木宿）（諏訪郡富士見町）
  - 小坂田公園（日语：道の駅小坂田公園）（鹽尻市）

#### 交通總站
- Busta新宿（新宿南口交通總站） - 為了集中新宿站周邊交通機能，作為國土交通省東京國道事務所「新宿站南口地區基盤整備事業」的一環所整備的設施。站內有高速巴士乘車處與計程車乘車處[10]。為國道20號的立體區域[11][12]。

## 地理

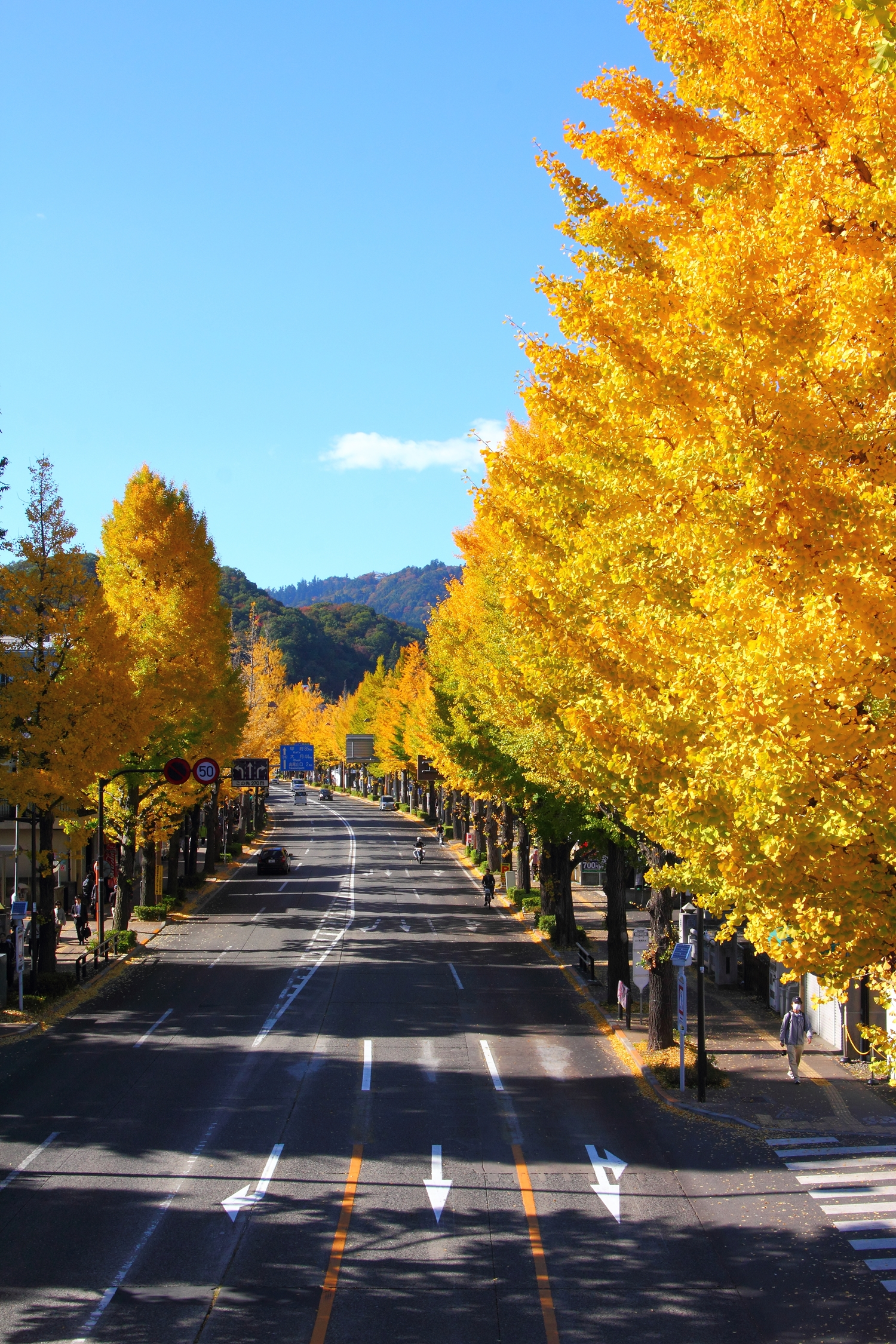
八王子市超過700棵的銀杏路樹。

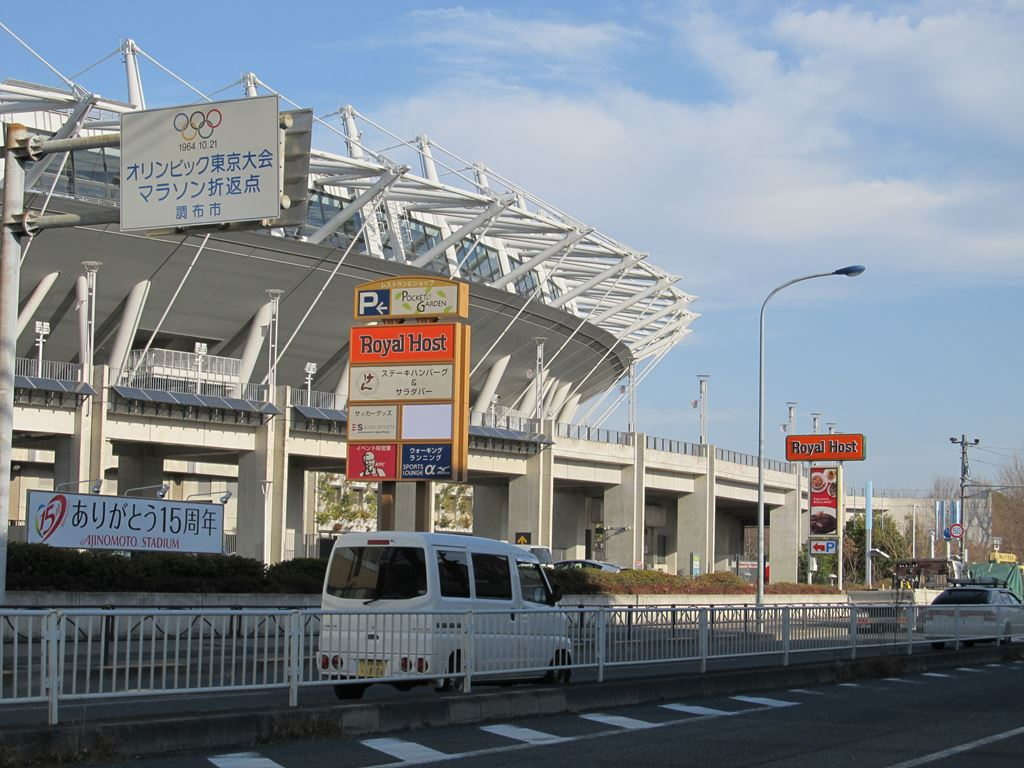
甲州街道的味之素體育場。1964年東京奧運馬拉松折返點。調布市

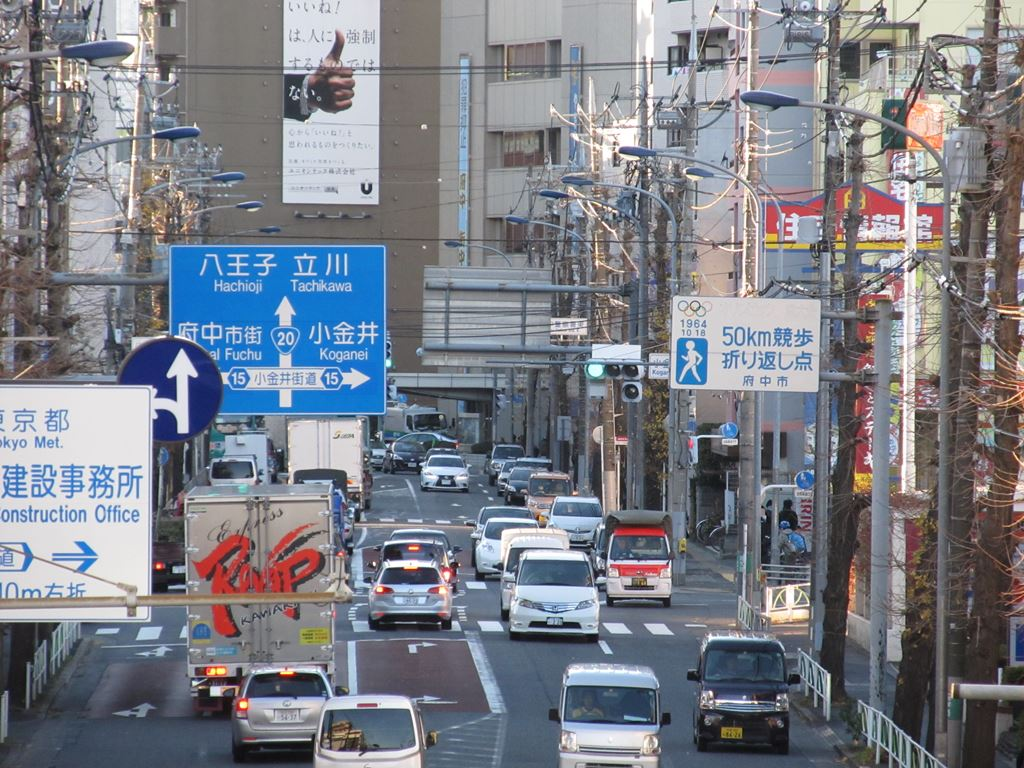
甲州街道的小金井街道入口交差點。1964年東京奧運5公里競走折返點。府中市綠町

國道20號從東京都中央自動車道調布交流道往西，分別有調布飛行場、東京體育場（味之素體育場）與1964年東京奧運馬拉松折返點。接著從國立府中交流道西側的石田大橋跨過多摩川進入日野市，通過多摩都市單軌電車萬願寺站南側。過坂下交差點後，國道20號爬上日野台地，接著跨過中央本線進入八王子市。從下穿越國道16號八王子繞道（大和田町四丁目交差點）後進入八王子市區。通過高尾站前、穿越JR中央本線，抵達高尾山南麓後沿線多為民家與墓地，而在大垂水峠前1公里起進入蜿蜒的山道。
神奈川縣相模湖站市區西側為神奈川、山梨縣界，道路沿相模川前進。
山梨縣上野原市市區位於河岸段丘上，前後地勢起伏大。上野原市 - 大月市市區之間是沿著桂川，在笹子峠以前是沿著笹子川山谷前進，笹子峠附近多深谷與急彎。
從笹子峠（新笹子隧道）往西經過一小段山間谷地後即至甲府盆地東端。跨越赤坂台台地時地勢起伏明顯。
山梨縣內的國道20號繞開了甲州街道時代的小規模聚落。甲府盆地至韮崎市大略是沿著JR中央本線、中央自動車道前進。韮崎市內的國道20號是位於釜無川左岸，北杜市穴山橋 - 新國界橋間則位在釜無川右岸。韮崎以西可見田園風景與七里岩高聳懸崖絕景。沿線除了聚落外，還有少量加油站、超商等小規模商業設施，以及預拌混凝土廠、小工廠等點綴於田園之中。除了舊武川村、白州町的市中心等處，路線幾乎都避開了甲州街道時代的聚落，線形雖有改善，但仍有不少陡坡。接著由新國界橋通過山梨、長野縣界的釜無川，其南側即為南阿爾卑斯山群。過橋後，道路改走釜無川左岸河岸段丘上。
長野縣內，現道貫穿聚落，可見過去宿場町的風情。在諏訪郡富士見町落合，國道20號以髮夾彎爬上立場川河岸段丘，再通過茂密的森林和陡峭的上坡後進入富士見町市區。通過富士見峠交差點，沿線樹木茂密，接著抵達富士川水系與天龍川水系的分水嶺富士見峠。穿過人煙稀少的地區一直到茅野市，接著在諏訪湖北上，至下諏訪町與中山道匯合，甲州街道結束。從上諏訪站前沿著諏訪湖前進。穿過鹽尻峠進入鹽尻市後為緩下坡。

### 通過市町村
- 東京都
  - 中央區 - 千代田區 - 新宿區 - 澀谷區 - 杉並區 - 世田谷區 - 調布市 - 三鷹市 - 調布市 - 府中市 - 國立市 - 日野市 - 八王子市
- 神奈川縣
  - 相模原市（綠區）
- 山梨縣
  - 上野原市 - 大月市 - 甲州市 - 笛吹市 - 甲府市 - 中巨摩郡昭和町 - 甲府市 - 甲斐市 - 韮崎市 - 北杜市
- 長野縣
  - 諏訪郡富士見町 - 茅野市 - 諏訪市 - 諏訪郡下諏訪町 - 岡谷市 - 塩尻市

### 連接路線
交岔的國道及高速道路
- 東京都

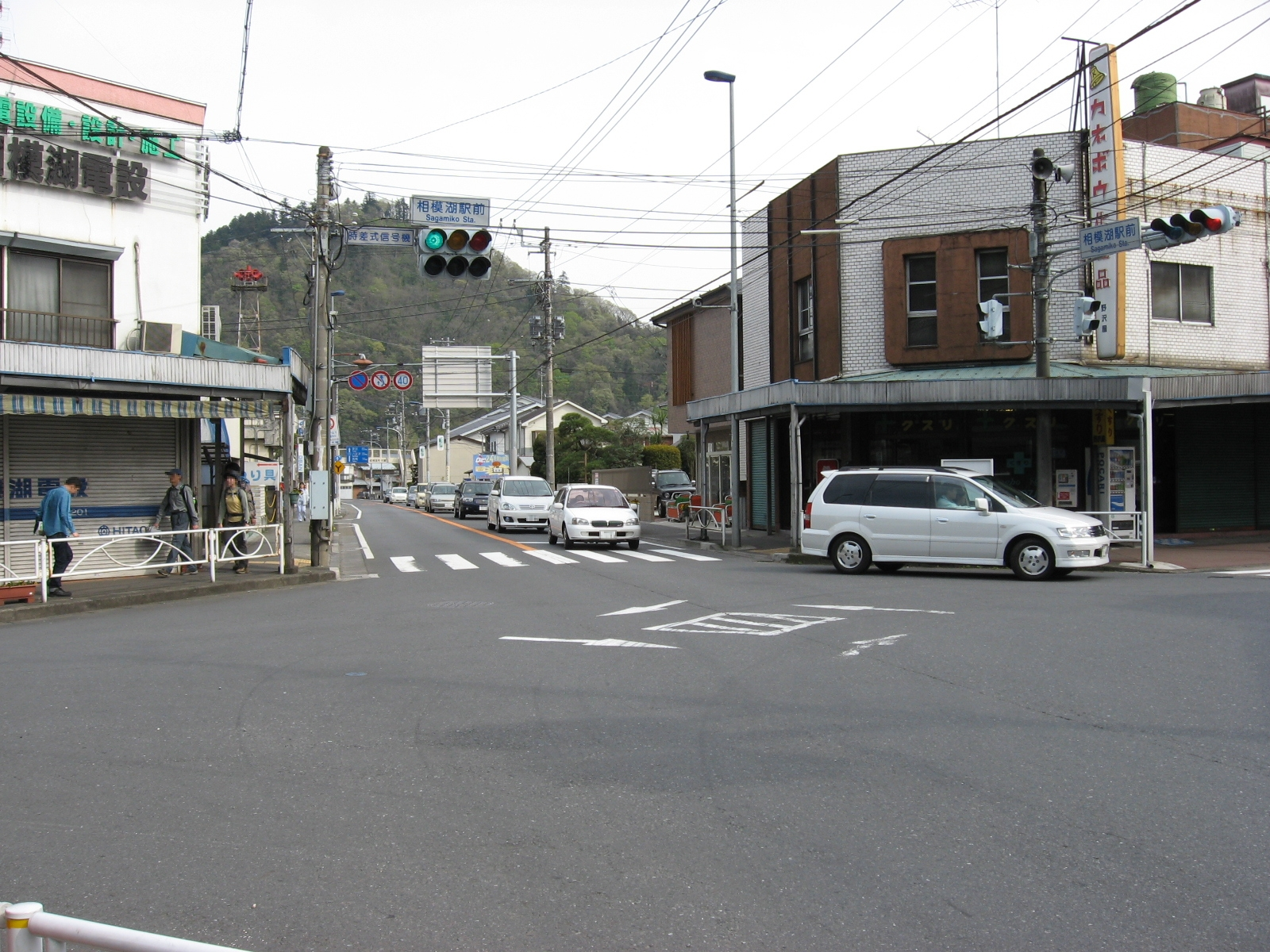
相模湖站前交差點。

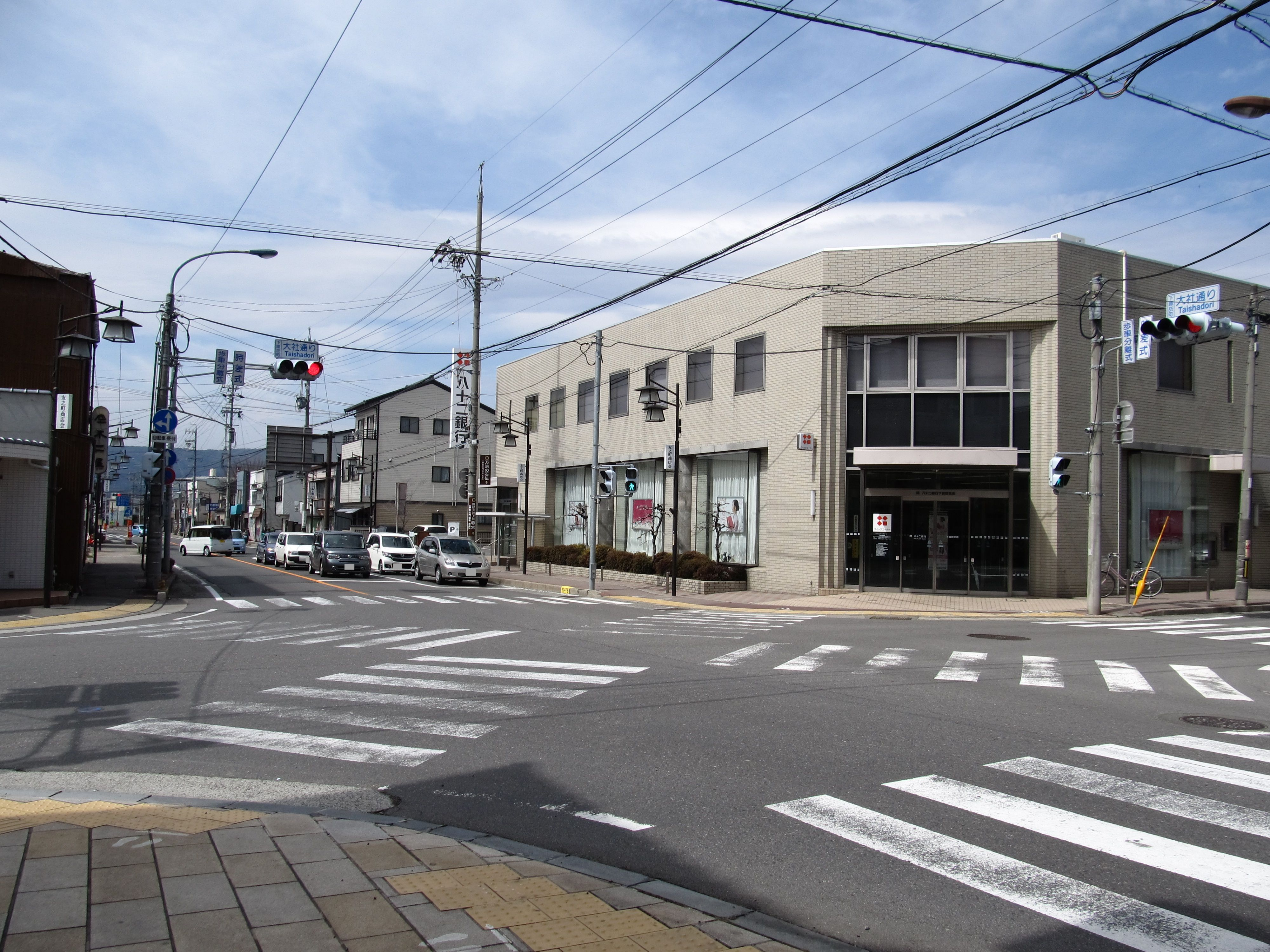
下諏訪町大社通交差點（國道142號終點）。

  - 國道4號、國道15號（中央區日本橋起點）（※國道4號共線＝國道6號、國道14號、國道17號）
  - 國道15號（中央區日本橋起點 -（共線）- 日本橋交差點）
  - 國道1號（中央區日本橋起點 -（共線）- 千代田區櫻田門交差點）
  - 國道246號（千代田區三宅坂（日语：三宅坂））
  - 首都高速道路4號新宿線初台出入口、幡谷出入口（澀谷區）
  - 首都高速道路4號新宿線永福出入口（世田谷區）
  - 中央自動車道調布交流道（日语：調布インターチェンジ）（調布市）
  - 中央自動車道國立府中交流道（國立市）
  - 國道16號八王子繞道（日语：八王子バイパス）（八王子市大和田町4丁目交差點）
  - 國道16號（八王子市八日町交差點 -（共線）- 八幡町交差點）
  - 首都圈中央連絡自動車道高尾山交流道（八王子市高尾山交流道入口交差點）
- 神奈川縣
  - 中央自動車道相模湖東出口（日语：相模湖東出口）（相模原市）
  - 國道412號（日语：国道412号）（相模原市相模湖站前交差點 -（共線）- 相模湖交流道前交差點）
  - 中央自動車道相模湖交流道（日语：相模湖インターチェンジ）（相模原市）
- 山梨縣
  - 國道139號（日语：国道139号）（大月市高月橋入口交差點 -（共線）- 大月橋東詰交差點）
  - 中央自動車道大月交流道（日语：大月ジャンクション）（大月市）
  - 中央自動車道勝沼交流道（甲州市）
  - 國道137號（日语：国道137号）（笛吹市坪井立體）
  - 國道140號（甲府市向町2交差點 -（共線）- 上阿原交差點）
  - 國道358號（日语：国道358号）（甲府市中小河原立體）
  - 中央自動車道甲府昭和交流道（甲府市）
  - 國道52號（甲斐市龍王立體 -（共線）- 甲斐市雙田交差點）
  - 國道141號（日语：国道141号）（韮崎市一谷交差點）
- 長野縣
  - 國道152號（日语：国道152号）（※國道152號共線 = 國道299號（日语：国道299号）（往湖東方向共線、起點））（茅野市新井交差點，諏訪繞道（日语：諏訪バイパス））
  - 中央自動車道諏訪交流道（日语：諏訪インターチェンジ）（諏訪市諏訪交流道交差點，諏訪繞道）
  - 國道142號（日语：国道142号）（諏訪郡下諏訪町大社通交差點，岡谷市湖北隧道南交差點，下諏訪岡谷繞道）
  - 長野自動車道岡谷交流道（岡谷市，下諏訪岡谷繞道）
  - 長野自動車道鹽尻交流道（鹽尻市）
  - 國道19號、國道153號（鹽尻市高出交差點終點）

### 峠
- 大垂水峠（日语：大垂水峠）（標高398m）：東京都八王子市～神奈川縣相模原市
- 笹子峠（日语：笹子峠）（標高1,096m）：山梨縣大月市～山梨縣甲州市
- 鹽尻峠（標高999m）：長野縣岡谷市～長野縣塩尻市

## 關連項目
- 關東地方道路一覽
- 中部地方道路一覽

## 備註
1. ↑  佐藤健太郎. . 講談社現代新書. 講談社. 2014-10-20: 111. ISBN 978-4-06-288282-8.
2. 1 2 3 4 5 6   (PDF). 道路統計年報2019. 國土交通省道路局: 3.   [2020-05-19]. （原始内容存档于2020-11-06）.
3. ↑   (PDF). 国土交通省関東地方整備局 長野国道事務所. 2017-09-25  [2017-10-14]. （原始内容 (PDF)存档于2017-10-14）.
4. 1 2 3 4 5 6   (PDF). 東京都建設局.   [2017-05-23]. （原始内容存档 (PDF)于2016-03-05）.
5. ↑  浅井建爾.  初版. 日本実業出版社. 2001-11-10: 62. ISBN 4-534-03315-X.
6. ↑   (PDF). 東京都建設局.   [2017-05-23]. （原始内容 (PDF)存档于2017-11-12）.
7. ↑   (PDF). 山梨県県土整備部道路管理課.   [2017-05-23]. （原始内容 (PDF)存档于2016-03-04）.
8. ↑  . レファレンス協同データベース.   [2017-05-23]. （原始内容存档于2019-08-11）.
9. ↑   (PDF). 相模原市.   [2017-05-23]. （原始内容 (PDF)存档于2016-06-15）.
10. ↑   (PDF). 国土交通省東京国道事務所. 2016-02-08  [2016-04-04]. （原始内容 (PDF)存档于2016-03-14）.
11. ↑   (PDF). 官報 (国立印刷局). 2016-04-04, (6748): 8  [2016-04-04].[永久]
12. ↑   (PDF). 財団法人道路新産業開発機構. 2010-06  [2016-04-04]. （原始内容存档 (PDF)于2016-03-14）.

## 外部連結
- 關東地方整備局 （页面存档备份，存于）
  - 東京國道事務所 （页面存档备份，存于）
  - 相武國道事務所 （页面存档备份，存于）
  - 甲府河川國道事務所 （页面存档备份，存于）
  - 長野國道事務所 （页面存档备份，存于）